# Sweesters: Virtual Room
Sweesters: Virtual Room è una serie animata spagnola prodotta nel 2009 da Eddadesign e da Televisió de Catalunya in 104 brevi episodi divisi in due stagioni di 52 episodi ciascuna. In Italia il cartone è stato trasmesso su Rai Gulp a partire da febbraio 2009.

## Episodi
I titoli originali degli episodi come gli episodi stessi sono in lingua catalana. In Spagna gli episodi, di due minuti ciascuno, sono stati trasmessi generalmente in numero di due al giorno dal lunedì al venerdì di ogni settimana.

## Personaggi
Olívia
È una ragazza che si crede migliore di Ji Lan e Laia anche se non lo è. Le piace sempre essere alla moda e spende i suoi soldi solo per gli abiti che le piacciono di più. Lei odia il Tai Chi e lo sport in genere. È la sorella di mezzo.
Laia
È grintosa e le piace fare sport. È un maschiaccio, ed è la più grande delle tre, è molto infantile, ma a volte mostra un suo lieve lato femminile. Lei è Olivia discutono molto spesso.
Ji Lan
Ama il Tai Chi ed è la più intelligente delle tre. Ed è anche la più giovane delle tre, ed anche la più calma, nella Virtuale room riesce a fluttuare.

## Doppiaggio italiano
- ?: Olivia
- Carmen Iovine: Laia
- ?: Ji Lan

## Prima stagione
1. Vacances
2. Les tardes amb l'Olívia
3. Conte de Nadal
4. Tontontorona
5. Nois dolents
6. Fama
7. Pau interior
8. El bronzejat
9. Matemàtiques
10. Festa de pijames
11. L'habitació s'encongeix
12. Els diners de l'Olívia
13. La llegenda de Sant Jordi
14. Màgia
15. El noi nou
16. Wakama Natuchu
17. Cara d'àngel
18. El concurs de guitarres d'aire
19. Somnis
20. Veu interior
21. Repetició
22. Qui sóc?
23. Una de pirates
24. Festa sorpresa
25. L'especial de Halloween
26. Torn de neteja
27. Em fa mal la cara!
28. Imitació
29. Personatges històrics
30. Classes de vol
31. Alegrant la Laia
32. El pols xinès
33. Sentiments
34. La bufetada més fluixa
35. Poders
36. Consells
37. El joc
38. Cita amb en Timmy Wong
39. El retrat de l'Olívia
40. A la Ji Lan ja no li agrada el Tai Choy
41. Carnestoltes
42. La marginada
43. Victòria
44. La màquina del temps
45. El rap d'en Timmy Wong
46. El gest de la Ji Lan
47. Superlaia
48. Caramels
49. Consciència
50. Literatura
51. Personalitat
52. El narrador deixa de narrar

## Seconda stagione
1. El visitant
2. Interrupcions
3. El certificat
4. El pla malèvol de l'Olívia
5. Rosa
6. Complicacions
7. La transacció
8. Defensa
9. Roncs
10. El club de la Laia
11. El guardià de la Virtual Room
12. El nou amic del Teddy Pod
13. Ying Yang
14. Amor propi
15. Dibuixos animats
16. La Laia dirigeix
17. La delegada
18. L'amic invisible
19. L'aniversari
20. Mortimer
21. L'illa deserta
22. A veure si madureu!
23. Ultra Ji Lan
24. El talent ocult de l'Olívia
25. Només amb els peus
26. L'escultura
27. Fotografia
28. Noies perilloses
29. Massa masculina
30. L'episodi educatiu
31. Vodú
32. Olívia presidenta
33. Princesa Olívia
34. El circ de la Ji Lan
35. Grà-cies
36. Teatre experimental
37. La iaia Ji Lan
38. El príncep blau de la Ji Lan
39. Mega-Narra
40. El gran problema de la Ji Lan
41. Retorn al passat
42. Germanes
43. Monyos
44. L'hora de sopar
45. La dama de Xangai
46. L'Olívia muda
47. L'Olívia pensa seriosament en el futur
48. Els tres gatets
49. El judici
50. El Teddy juga amb l'Olívia
51. HyperTeddy
52. El final de la Virtual Room